# Джамоат імені Міралі Махмадалієва
Джамоат імені Міралі́ Махмадалі́єва (тадж. Ҷамоати ба номи Мирали Маҳмадалиев) — джамоат у складі Восейського району Хатлонської області Таджикистану.
Адміністративний центр — село Окджар.
До 4 жовтня 2011 року джамоат називався Аральський.
Населення — 28938 осіб (2010; 28772 в 2009).
До складу джамоату входять 12 сіл:
| Населений пункт         | Стара назва      | Населення, осіб (2009) | Населення, осіб (2010) |
| ----------------------- | ---------------- | ---------------------- | ---------------------- |
| Арал                    | Заркамар         | 1818                   | 1823                   |
| Ґулдара                 | -                | 386                    | 388                    |
| Ґулдашт                 | -                | 1161                   | 1163                   |
| Зардолубог              | Зардолубог       | 815                    | 884                    |
| Заркамар                | Заркамар         | 3107                   | 3092                   |
| імені Елмурода Ходжаєва | уч. м. Крупської | 843                    | 852                    |
| Окджар                  | Окджар           | 7464                   | 7467                   |
| Селбур                  | Чукурак          | 2955                   | 2987                   |
| Тоскала                 | Тоскала          | 4156                   | 4166                   |
| Туґай                   | -                | 396                    | 399                    |
| Хулбек                  | Хулбек           | 4626                   | 4665                   |
| Шуркішлок               | Шуркішлак        | 1045                   | 1052                   |